# Murder (telefilme)
Murder é uma minissérie britânica de 2002 dirigida por Beeban Kidron e estrelado por Julie Walters, ao lado de David Morrissey, Om Puri e Robert Glenister.

## Elenco
- Julie Walters ... Angela Maurer
- Imelda Staunton .... DCI Billie Dory
- David Morrissey ... Dave Dewston
- Om Puri ... Akash Gupta
- Robert Glenister .... Robert Weldon
- Jason Feito .... Christopher Maurer

## Prêmios e indicações
| Ano  | Prêmio                    | Categoria                   | Indicação     | Resultado |
| ---- | ------------------------- | --------------------------- | ------------- | --------- |
| 2003 | International Emmy Awards | Melhor Telefilme/Minissérie | Murder        | Indicado  |
| 2003 | BAFTA Awards              | Melhor Atriz                | Julie Walters | Venceu    |